# Choi Su-min
Choi Su-min (nascida em 9 de janeiro de 1990) é uma handebolista sul-coreana. Integrou a seleção sul-coreana feminina que terminou na décima posição no handebol dos Jogos Olímpicos de Verão de 2016, realizados no Rio de Janeiro, Brasil. Atua como ponta esquerda e joga pelo clube Seoul City. Competiu pela Coreia do Sul no Campeonato Mundial de Handebol Feminino de 2013, na Sérvia.